# Friedrich Freiherr Kress von Kressenstein
Friedrich Freiherr Kress von Kressenstein (Norimberga, 24 aprile 1870 – Monaco di Baviera, 16 ottobre 1948) è stato un generale tedesco.

## Biografia
Comandò le armate turche sul fronte del Caucaso nel novembre-dicembre 1914; in quel luogo si scontrò verbalmente con un comandante turco e venne "promosso" al comando della 4ª Divisione (nominalmente una promozione ma nei fatti una degradazione); viste le difficoltà militari turche venne promosso a capo della IV Armata sul fronte del Sinai da cui elaborò un'offensiva per raggiungere il Canale di Suez (offensiva Rex III); questa, a differenza delle altre offensive turche, era molto ben preparata e accuratamente studiata che però si bloccò a Romila. Nel maggio del 1918 guidò la forza da sbarco partita da Costanza (sotto occupazione bulgara) con navi requisite ai russi a Sebastopoli per occupare la Repubblica Democratica di Georgia.
Finita la guerra tornò in Germania dove morì nel 1948.